# MXP4

MXP4 était une société éditrice de jeux musicaux en ligne, précédemment créatrice d'une solution de musique interactive, basée à Paris. La société a été fondée en 2008 autour d'un format musical interactif permettant aux fans de musique de jouer avec et modifier les chansons. Elle s'est ensuite muée en développeur de social games musicaux, sous le nom Bopler, fin 2010.
Le format MXP4 permet aux labels et artistes de rassembler leurs contenus multimédia en un seul et même fichier : diffusion de musique, de vidéos, informations biographiques, dates de concerts, partage sur les réseaux sociaux. Le fichier .mxp4 peut également être consulté comme une application web. Les applications MXP4 offrent également des fonctions interactives permettant aux utilisateurs de jouer, remixer et chanter sur différentes pistes. 
MXP4 a changé d'activité et est devenu un acteur B-to-C avec la création de la marque Bopler en 2010. Bopler est l'une des rares plates-formes de social games musicaux sur Facebook. Des contrats de licence ont été signés avec les principaux acteurs de l'industrie musicale, permettant l'usage légal des titres dans ses jeux. La société étend ses activités au-delà de Facebook et prépare alors le lancement de jeux musicaux sur toutes les supports numériques (internet, mobile et tablettes).
La société a été placée en liquidation judiciaire le 6 février 2013. L'activité jeu de Bopler Games a été reprise par la société Picaboum, qui à son tour fut placée en liquidation judiciaire le 22 juillet 2014. MXP4 a été liquidée le 16 avril 2015 et Picaboum le 27 janvier 2016.

## Historique
Basée à Paris, MXP4 a été créée en 2008 par Gilles Babinet, Sylvain Huet et Philippe Ulrich. La société est dirigée par une équipe issue de l'industrie musicale et des médias numériques. Albin Serviant, PDG de MXP4, a précédemment été à la direction générale de Vivendi Mobile Entertainment et a également contribué à de nombreux succès marketing & commerciaux tels que Musiwave (racheté par Microsoft), iBazar Groupe (racheté par eBay), Sony Music et Pepsi Co. 
Gilles Babinet, Membre du Conseil de MXP4, a fondé entre autres Musiwave et occupe le poste de président du conseil d'administration. Enfin, JF Cecillon, ancien PDG d'EMI Music International et Vice Chairman de The Really Useful Group Holdings à Londres fait également partie du conseil d'administration. La société a été financée par Orkos Capital, Sofinnova Partners et Ventech Partners.
Depuis 2006, MXP4 a travaillé en collaboration avec plus de 70 labels (Motown) et artistes  (Britney Spears, Pink, Basement Jaxx, Bat For Lashes, Paramore, Pet Shop Boys, David Guetta) pour créer des versions interactives de leurs morceaux.
En juillet 2009, MXP4 fait équipe avec Motown pour réaliser des versions Mxp4 des chansons les plus connues des Jackson 5 afin d'offrir au public une nouvelle forme d'exploration musicale - y compris sur les voix originales de Michael Jackson - et de les recombiner pour créer leur propre mixage. À l'époque, Reuters avait indiqué que « Mxp4 apportait un souffle de vie au format Mp3 », tandis que la BBC rapportait que « permettre aux fans de remixer, ré-enregistrer et plus généralement passer du temps avec des morceaux d'artistes connus donnait à ces chansons une nouvelle vie durable et lucrative ».
En octobre 2009, MXP4 signe avec David Guetta pour le lancement de la première application iPhone Mxp4 qui permet aux fans du Producteur et DJ français de remixer son titre When love takes over directement sur leur mobile.
En janvier 2010, MXP4 lance une nouvelle fonctionnalité appelée Max It, capable de générer des remixes d'un morceau en temps réel au fur et à mesure de sa lecture. Parallèlement, Mxp4 sort le Max It editor qui permet à n'importe quel artiste de créer sa propre application de musique interactive.
Fin 2010, MXP4 a changé d'activité pour devenir créateur de social games musicaux. Ayant signé des contrats de licence avec les ayants droit de l'industrie musicale (éditeurs et labels), elle a créé la marque Bopler et lancé le portail de jeux musicaux Bopler Games en mai 2011. Par la suite, Bopler Tap Tour a vu le jour en mars 2012, puis Bopler Rock Tour en juin de la même année, tous deux des jeux de "music-tapping" (où il s'agit de jouer en rythme avec la musique) sur Facebook, dans lesquels le joueur effectue une tournée de concerts, jouant sur des hits populaires et accumulant des "fans" et des "étoiles" à mesure qu'il progresse dans le jeu.

## Marques partenaires
En février 2010, en partenariat avec Air France, MXP4 lance une application facebook de musique interactive avec le groupe Phoenix afin de promouvoir le lancement d'un nouveau service musical à bord des avions Air France.
En mars 2010, Brand Asset Group réalise une application web pour Coca-Cola. Avec le concours de Mxp4, l'application offrait à la communauté MyCoke une version interactive de la chanson Are You Getting Enough Happiness interprétée par Janelle Monae.
MXP4 a noué des partenariats avec des marques telles que Diesel Music, Cofinoga, etc.